# Belianska vrchovina
Belianska vrchovina je geomorfologickou částí Zliechovské hornatiny.

## Vymezení
Území zabírá centrální a jižní část podcelku Zliechovská hornatina. Vrchovina má přibližně tvar písmene C a obklopují ji jen části Strážovských vrchů. Na západě a severu sousedí se Strážovem, na severovýchodě se Zliechovskoz kotlinoz a Javorinkoz. Východní okraj vrchoviny se na krátkém úseku dotýká podcelku Malá Magura, jižním směrem pokračuje opět Zliechovská hornatina s částmi Temešská vrchovina a Belianská kotlina.
Severozápadní oblasti patří do povodí Váhu, jižní a východní odvádějí přebytkovou vodu přítokem Nitrica, která pokračuje do řeky Nitry.

## Ochrana území
Severní část Belianské vrchoviny je součástí Chráněné krajinné oblasti Strážovské vrchy. Zvláště chráněné oblasti se v této části pohoří nenacházejí.

## Turismus
Tato část Strážovských vrchů patří mezi klidnější oblasti. Je charakteristická láznickým osídlením s množstvím chalup a širokými možnostmi pro cykloturistiku a horskou cyklistiku.

### Turistické trasy
- po  červené značce (E8 a Cesta hrdinů SNP) z obce Horná Poruba přes Vápeč do Zliechova
- po  modré značce z Čavoje do Gáplu[2]